# Bistum Székesfehérvár
Das Bistum Székesfehérvár (deutsch Bistum Stuhlweißenburg, ungarisch Székesfehérvári egyházmegye, lateinisch Dioecesis Albae Regalensis) ist ein ungarisches Bistum, das dem Erzbistum Esztergom-Budapest unterstellt ist.
Das Bistum wurde am 16. Juni 1777 aus Teilen des Erzbistums Gran im Nordosten Transdanubiens unter Papst Pius VI. und Königin Maria Theresia errichtet.

## Gliederung
Die Diözese besteht aus fünf Dekanaten:
1. Dekanat Székesfehérvár
2. Dekanat Vértes
3. Dekanat Buda
4. Dekanat Dunament
5. Dekanat Mezõföld

## Bischöfe von Székesfehérvár
- Ignatius Nagy von Sellye (Séllyei Nagy Ignác) (23. Juni 1777 – 5. November 1789)
- Nicolas Milassin OFM (21. Juni 1790 – 2. Juli 1811)
- József Vurum (23. September 1816 – 19. April 1822) (danach Bischof von Oradea Mare und von Nitra)
- János (Johannes) Horváth (30. September 1831 – 16. Januar 1835[1])
- Ladislaus Barkóczy (19. Mai 1837 – )
- Emerich Farkas (5. September 1851 – )
- Vincent Jekelfalussy (22. Februar 1867 – 15. Mai 1874) (vorher Bischof von Spiš)
- Ferdinand Dulanski (17. September 1875 – 25. Juni 1877) (danach Bischof von Pécs)
- János Pauer (28. Februar 1879 – )
- Ottokár Prohászka (11. Dezember 1905 – 2. April 1927)
- Lajos Shvoy (20. Juni 1927 – 2. Januar 1968)
- Imre Kisberk (2. Februar 1974 – 5. April 1982)
- Gyula Szakos (5. April 1982 – 13. September 1991)
- Jusztin Nándor Takács OCD (13. September 1991 – 3. April 2003)
- Antal Spányi (4. April 2003 bis heute)